# 陳春
陳 春（ちん しゅん、朝鮮語: 진춘、生没年不詳）は、中国から百済に移住していた中国系百済人の貴族。「太学正（太学の長官）」を務めた。官職は「恩率」。「太学正」は中国で出土した陳春の曾孫の陳法子の墓誌によってはじめて確認された百済の官職である。太学は司徒の属司であり、正はその行政責任者・長官とみられる。『周礼』『春秋左氏伝』などでは官府の長官を「正」と通称している。

## 概要
陳春の生年は、曾孫の陳法子（615年 - 680年）より三世代前であるため、陳法子の生年である615年を基準に、60歳から90歳ほど年長とすると、525年から555年の間に生まれと推定される。したがって、陳春が「太学正」に任命された時期は「恩率」のような高位官に上り詰めた40歳前後であるため、565年から595年の間と推定される。
中国で出土した陳春の曾孫の陳法子の墓誌によって陳氏一族の出自と活動が詳らかになっている。陳氏の先祖は、2世紀末の黄巾の乱を避けて中国から朝鮮に移住した中国系移民集団であり、陳氏一族は熊津に定住していたが、漢城百済の崩壊後の百済の熊津遷都後に一族が頭角をあらわし、主に百済政府の外交と教育で活躍した。

## 家族
先祖は、後漢末期の混乱期に中国大陸から朝鮮半島に移住した。移住時期は、後漢末期の184年に起きた黄巾の乱から各地方の軍閥勢力が乱立するようになった献帝の建安年間であるが、これ以上の具体的な時期は分からない。一族には、東城王代に中国南朝に派遣された陳明、「達率」の官に任ぜられ、「麻連大郡将」を務めた陳徳止、「徳率」の官に任ぜられ、参司軍を務めた陳微之、百済・唐戦争において軍事業務を担当する百済の将軍だったが、唐軍に投降し、百済滅亡後、唐の将軍として活動した陳法子などがいる。

## 考証
先祖は、後漢末期に黄巾の乱が勃発すると、朝鮮半島に亡命し、馬韓にたどり着く。その際に、後漢の植民地である楽浪郡・帯方郡を通過せずに、黄海を渡海、直接朝鮮半島に渡るが、その理由は、当時の楽浪郡・帯方郡は政治的・軍事的に大混乱していたからである。その後、熊津に定着する。熊津に定着するようになった時期はおよそ4世紀中頃から5世紀はじめに比定されるが、それは水村里遺跡から出土する中国製陶磁器から裏付けられ、先祖は既にそこで暮らしていた中国人移民コミュニティと密接な関係を築く。先祖は、中国人移民コミュニティで暮らしながら、断続的に渡来する中国人とも引き続き関係を構築し、地域一帯が中国人移民コミュニティの特殊地域となる。その後、漢城百済が崩壊、熊津に遷都すると、先祖は中央政界に進出する足がかりを得る。先祖は、対中国外交に使節団として参加する者を輩出しており、中国文化を百済貴族に伝えることで、百済貴族の中国文化に対する要求や需要を満たし、百済貴族と密接な関係を構築することに成功した。